# A9 (Kasachstan)
Die A9 ist eine Hauptstraße in Kasachstan, im Ostteil des Landes. Die Straße ist eine Ost-West-Route von Öskemen über Ridder bis zur Grenze mit Russland. Sie ist 167 Kilometer lang.

## Straßenbeschreibung
Die A9 ist eigentlich eine Erweiterung der A3 aus Almaty und läuft durch die Stadt Öskemen. Die Straße führt in nordöstlicher Richtung auf das Altai-Gebirge und erreichte die Bergbaustadt Ridder. Die Strecke steigt von Ridder an bis zur Grenze zu Russland. Im Süden liegt ein Kamm von 2.500 Meter Höhe. Der östlichste Teil der Strecke ist eine Schotterpiste. Die Grenze zu Russland liegt auf Höhe von 1670 m über dem Meeresspiegel.

## Geschichte
Die A9 wurde im Jahr 2011 umnummeriert und ist einer der vielen Zweige der A3 in Ost-Kasachstan. Der Teil zwischen Öskemen und Ridder ist Teil der Europastraße 40, der längsten der Europastraßen.

## Großstädte an der Autobahn
- Öskemen
- Tarhanka
- Ridder